# Blondie’s Secret
Blondie’s Secret ist eine US-amerikanische Filmkomödie in Schwarz-weiß aus dem Jahr 1948. Regie führte Edward Bernds, das Drehbuch schrieb Jack Henley nach den Comics von Chic Young. Die Hauptrollen spielten Penny Singleton und Arthur Lake. Blondie’s Secret ist der vierundzwanzigste Blondie-Film.

## Handlung
Die Familie Bumstead ist im Urlaubsfieber. Morgen soll es endlich an den See Hokapoka gehen. Dagwood Bumsteads Chef, George Ratcliffe, hatte diesen Urlaub bereits dreimal verschoben. Als Dagwood den Arbeitstag beenden will, kommt George Whiteside, ein etwas ungeduldiger Kunde, ins Büro. Er hat in dem Bauplan, den Ratcliffes Firma für seine neue Fabrik entworfen hatte, einen Fehler gefunden. Dagwood erkennt diesen Fehler sofort, weshalb Mr. Whiteside nun darauf besteht, dass Dagwood ihn bis zum nächsten Tag korrigiert. Somit wird eine weitere Verschiebung des Urlaubs nötig. Radcliffe erklärt sich bereit, die Fahrkarten der Bumsteads umzubuchen und Dagwoods Frau Blondie zu einer erneuten Verschiebung zu überreden. Nach längerem Drängen stimmt Blondie zu, besteht aber darauf, dass es wirklich nur dieser eine Tag wird. Dagwood korrigiert die Pläne rechtzeitig, doch Whiteside findet einen weiteren Fehler, der aufwändiger zu korrigieren ist. Auch das soll Dagwood machen, es bedeutet aber eine weitere Verschiebung, die Ratcliffe nicht verlangen will. Stattdessen macht er Dagwoods Kollegen Ollie, klar, dass sein Job dadurch in Gefahr gerät. Ollie entwickelt daraufhin die Idee, das Gepäck der Bumsteads zu stehlen, damit die nicht abreisen können.
In der Nacht führt Ollie den Plan erfolgreich durch, wird dabei aber von Daisy, einem der Hunde der Familie, gebissen. Dagwood geht weiterhin ins Büro, sucht aber gleichzeitig nach dem Dieb. Um den aufzuscheuchen, meldet Blondie einem Radiosender, dass Daisy möglicherweise Tollwut habe. Der Trick funktioniert nicht, da Ollie zwar beunruhigt ist, aber erst für den späten Vormittag einen Arzttermin bekommt und daher ebenfalls ins Büro geht. Dort erfährt er von Dagwood, dass keine Gefahr besteht. Als Folge dieser Idee wird Daisy zur Untersuchung in den städtischen Hundezwinger gebracht. Dort erklärt Mr. Philpotts, der Leiter des Zwingers, Dagwood, dass Daisy zwar gesund ist, sie aber erst zurückgegeben werden kann, wenn eine Freigabe des Gebissenen vorliegt. Und dass Hunde, die längere Zeit nicht zurückgegeben werden können, eingeschläfert werden. Bei der Arbeit wird Dagwood zügig mit dem Plan fertig, Ollie muss die Koffer also bald zurückbringen.
In der folgenden Nacht bricht er also erneut bei den Bumsteads ein, gerät dabei aber in einen lautstarken Streit mit zwei Mitgliedern einer Geldfälscherbande, die ihre Blüten, die versehentlich in Blondies Besitz gekommen waren, zurückholen wollen. Blondie bekommt den Lärm schnell mit, bis sie Dagwood aber an den Schauplatz des Streits gebracht hat, ist die Polizei bereits da. Die Sache ist schnell geklärt, und die Polizei verlässt das Haus mit dem Falschgeld und den Fälschern. Dagwood bringt die Kinder wieder ins Bett. Allein mit Ollie versteht Blondie schnell die Sache mit dem Gepäck. Ollie fleht sie an, Dagwood nichts zu sagen. Dafür muss er Daisy schon früh am nächsten Morgen zurückbringen. Er verspätet sich etwas, die Familie wartet bereits im Garten, ist fertig für die Abfahrt, und der ebenfalls bereits anwesende Taxifahrer ist nervös. Ollie bringt aber neben Daisy auch den schuldbewussten Ratcliffe mit, sodass Blondie diesem bei der Abfahrt noch mitteilen kann, dass die Familie eine Woche länger im Urlaub bleiben wird.
Running Gag mit dem Briefträger
Mr. Beasley hat beschlossen, die Post der Familie Bumstead erst nachmittags auszutragen. Das sei zwar ein Umweg, aber so sei er vor Dagwood sicher. Eines Tages erfährt er von Alvin, dass die Familie am nächsten Tag in den Urlaub fahren werde. Da sich der Urlaub verzögert, wird er am nächsten Morgen aber erneut von dem aus dem Haus eilenden Dagwood umgerannt. Auch am Tag darauf ist die Familie noch nicht im Urlaub, aber Dagwood verlässt das Haus ruhig und für Mr. Beasley gefahrlos. Doch hat Dagwood etwas vergessen, und Alexander rennt im deswegen hinterher.

## Hintergrund
Blondie’s Secret war nicht nur der erste von fünf Blondiefilmen, bei denen Edward Bernds Regie führte, sondern auch der erste Spielfilm überhaupt. Davor hatte er bei mehreren Kurzfilmen Regie geführt. Verantwortlicher Artdirector war George Brooks. Für das Szenenbild war Louis Diage verantwortlich.
Blondie’s Secret wurde vom 18. Mai bis zum 5. Juni 1948 gedreht und am 23. Dezember 1948 veröffentlicht. Der Film wurde von Columbia Pictures produziert und vertrieben. Über eine deutschsprachige Aufführung ist nichts bekannt.

## Kritiken
Manche Kritiken fanden, Blondie’s Secret sei ein wahnsinniger Spaß, sehr amüsant und eine der besseren Folgen der Serie. Andererseits wird der Film auch als trivialer Blödsinn bezeichnet.
Es wird auf das sichtlich hohe Alter der Serie hingewiesen, wobei auch gesagt wird, dass die alten Witze immer noch lustig seien beziehungsweise die gute Regie und das gute Drehbuch sie aufpolieren.
Während die Nebenhandlung, bei der Daisy in Gefahr gerät, gelobt wird, sei die mit den Geldfälschern dumm. Der Versuch, damit die Geschichte aufzupeppen, schlage fehl. Zudem machen viel zu viele Szenen gar keinen Sinn.
In der Kritik der Variety heißt es weiterhin, dass Arthur Lake lustig sei und dass Penny Singleton ihre Rolle mittlerweile so gut beherrsche, dass es ein Genuss sei, ihr dabei zuzusehen.